# Masovna glad
Masovna glad je široko rasprostranjena nestašica hrane, koju može da uzrokuje nekoliko faktora, uključujući rat, inflaciju, neuspeh useva, neravnoteža stanovništva ili vladina politika. Ovu pojavu obično prati regionalna neuhranjenost, gladovanje, epidemija i povećana smrtnost. Svaki naseljeni kontinent u svetu doživeo je period gladi tokom istorije. U 19. i 20. veku, najviše je bila izložena masovnoj gladi jugoistočna i južna Azija, kao i istočna i srednja Evropa. Broj umrlih od gladi počeo je naglo da opada od 2000-ih.
Neke zemlje, posebno u Podsaharskoj Africi, i dalje imaju ekstremne slučajeve gladi. Od 2010. godine Afrika je najteže pogođeni kontinent na svetu. Godine 2017, Ujedinjene nacije su upozorile da je više od 20 miliona ljudi izloženo riziku od masovne gladi u Južnom Sudanu, Somaliji, Nigeriji i Jemenu. Na distribuciju hrane uticali su regionalni sukobi. Većina programa sada usmerava svoju pomoć prema Africi.

## Definicije
Prema humanitarnim kriterijumima Ujedinjenih nacija, čak i ako postoji nedostatak hrane sa velikim brojem ljudi kojima nedostaje hrana, glad se proglašava tek kada se ispune određene mere smrtnosti, neuhranjenosti i gladi. Kriterijumi su:
- Najmanje 20% domaćinstava na nekom području suočava se sa ekstremnim nedostatkom hrane sa ograničenom sposobnošću da se izbori
- Prevalencija akutne neuhranjenosti kod dece prelazi 30%
- Stopa smrtnosti prelazi dve osobe na 10.000 ljudi dnevno

Proglašenje gladi ne obavezuje UN ili zemlje članice, već služi za usmeravanje globalne pažnje na problem.

## Istorija
Ciklična pojava gladi bila je glavna potpora društava zasnovanih na samoodrživoj poljoprivredi od vremena nastanka same poljoprivrede. Učestalost i intenzitet gladi fluktuirali su tokom istorije, u zavisnosti od promena u potražnji za hranom, poput rasta stanovništva, i pomeranja na strani ponude izazvanih promenljivim klimatskim uslovima. Glad je prvo eliminisana u Holandiji i Engleskoj tokom 17. veka, zbog komercijalizacije poljoprivrede i primene poboljšanih tehnika za povećanje prinosa useva.

### Umanjenje pojava gladi
U 16. i 17. veku feudalni sistem je počeo da se ruši, a prosperitetniji poljoprivrednici počeli su da stiču sopstvenu zemlju i poboljšavaju prinose da bi višak useva prodali za profit. Ovi kapitalistički zemljoposednici plaćali su svojim radnicima u novcu, povećavajući tako komercijalizaciju seoskog društva. Na konkurentskom tržištu rada u nastanku, sve bolje tehnike za poboljšanje produktivnosti rada sve više su vrednovane i nagrađivane. Poljoprivredniku je bilo u interesu da se na njihovoj zemlji proizvede što više kako bi se prodalo područjima u kojima je postojala potražnja za tim proizvodom. Oni su svake godine proizvodili viškove svojih useva ako je to bilo moguće.
Samostalni paori takođe su bili u sve većoj meri prinuđeni da komercijalizuju svoje aktivnosti zbog povećanja poreza. Porezi koji su morali da se plaćaju centralnim vladama u novcu primorali su seljake da proizvode useve za prodaju. Ponekad su proizvodili industrijske useve. Oni su pronalazili načine da povećaju svoju proizvodnju kako bi ispunili svoje egzistencijalne potrebe, kao i poreske obaveze. Seljaci su novi novac koristili i za kupovinu zanatske robe. Poljoprivredni i društveni razvoj koji podstiče povećanu proizvodnju hrane odvijao se postepeno tokom 16. veka, ali je počeo da ubrzano raste početkom 17. veka.
Do 1590-ih, ovi trendovi su bili dovoljno razvijeni u bogatoj i komercijalizovanoj provinciji Holandija, da je omogućeno da njeno stanovništvo može da izbegne opšta izbijanja gladi u zapadnoj Evropi u to vreme. Do tada je Holandija imala jedan od najkomercijalizovanijih poljoprivrednih sistema u Evropi. Uzgajali su mnoge industrijske kulture poput lana, konoplje i hmelja. Poljoprivreda je postajala sve više specijalizovana i efikasna. Efikasnost holandske poljoprivrede omogućila je mnogo bržu urbanizaciju krajem XVI i početkom XVII veka nego bilo gde drugde u Evropi. Kao rezultat, povećala se produktivnost i bogatstvo, što je Holandiji omogućilo da održi stabilnu zalihu hrane.
Do 1650. godine i engleska poljoprivreda postala je komercijalizovana u mnogo širim razmerama. Poslednja mirnodopska glad u Engleskoj bila je 1623–24. Još su postojali periodi umanjene dostupnost hrane, kao u Holandiji, ali nikada više nije bilo gladi. Zajedničke površine za pašnjake bile su zatvorene za privatnu upotrebu, a velike, efikasne farme su konsolidovane. Ostala tehnička dostignuća su uključivala isušivanje močvara, efikasnije obrasce upotrebe na terenu i šire uvođenje industrijskih kultura. Ova poljoprivredna kretanja dovela su do šireg prosperiteta u Engleskoj i sve veće urbanizacije. Do kraja 17. veka, engleska poljoprivreda bila je najproduktivnija u Evropi. U Engleskoj i Holandiji stanovništvo se stabilizovalo između 1650. i 1750. godine, u istom vremenskom periodu u kome su se dogodile velike promene u poljoprivredi. Međutim, glad se i dalje dešavala u drugim delovima Evrope. U Istočnoj Evropi glad se pojavila i u dvadesetom veku.

### Pokušaji ublažavanja gladi
Zbog ozbiljnosti gladi, to bila je glavna briga vlada i drugih vlasti. U predindustrijskoj Evropi, sprečavanje gladi i obezbeđivanje blagovremenih zaliha hrane bio je jedan od glavnih zadataka mnogih vlada, iako su one bile ozbiljno ograničene u svojim mogućnostima zbog ograničenih nivoa spoljne trgovine i infrastrukture, kao i postojanja birokratije koja je generalno bila previše rudimentarna da bi proizvela pravo olakšanje. Većina vlada bila je zabrinuta zbog gladi, jer bi mogla dovesti do pobune i drugih oblika socijalnog poremećaja.
Sredinom 19. veka i početkom industrijske revolucije, vlade su stekle mogućnost ublažavanja efekata gladi kroz kontrolu cena, veliki uvoz prehrambenih proizvoda sa stranih tržišta, skladištenje zaliha, racionalizaciju, regulisanje proizvodnje i dobrotvorne donacije. Velika glad iz 1845. godine u Irskoj bila je jedna od prvih gladi koja je imala takvu intervenciju, mada je vladin odgovor često bio slab. Prvobitni odgovor britanske vlade na ranu fazu gladi bio je „brz i relativno uspešan”, prema F. S. L. Lajonsu. Suočen sa široko rasprostranjenim neuspehom useva u jesen 1845. godine, premijer Ser Robert Pil tajno je kupio kukuruz i kukuruzno brašno u vrednosti 100.000 funti iz Amerike. Baring Braders & Ko su u početku delovali kao kupovni agenti premijera. Vlada se nadala da neće „ugušiti privatno preduzetništvo” i da njihovi postupci neće delovati destimulišuće na lokalne napore za pomoć. Zbog vremenskih uslova, prva pošiljka stigla je u Irsku tek početkom februara 1846. Kukuruz je zatim preprodan za peni po funti.

## Literatura
- Asimov, Isaac (1984). Asimov's New Guide to Science. стр. 152—53,.,Basic Books, Inc. :
- Bhatia, B.M. (1985) Famines in India: A study in Some Aspects of the Economic History of India with Special Reference to Food Problem, Delhi: Konark Publishers Pvt. Ltd.
- Chaudhari, B. B (1984).  Desai, Meghnad; Rudolph, Susanne Hoeber; Rudra, Ashok, ур. Agrarian power and agricultural productivity in South Asia. 1. University of California Press. ISBN 978-0-520-05369-4. Приступљено 1. 10. 2010.
- Davis, Mike. Late Victorian Holocausts: El Niño Famines and the Making of the Third World., London, Verso, 2002 (Excerpt online.)
- Dutt, Romesh C. Open Letters to Lord Curzon on Famines and Land Assessments in India. ISBN 1-4021-5115-2., first published 1900, 2005 edition by Adamant Media Corporation, Elibron Classics Series, .
- Dutt, Romesh C. The Economic History of India under early British Rule. ISBN 0-415-24493-5., first published 1902, 2001 edition by Routledge,
- Encyclopædia Britannica (2010). „Food-availability decline”. Приступљено 1. 10. 2010.
- Ganson, Nicholas, The Soviet Famine of 1946–47 in Global and Historical Perspective. New York: Palgrave Macmillan, 2009. ( 0-230-61333-0)
- Genady Golubev, Nikolai Dronin. Geography of Droughts and Food Problems in Russia (1900–2000)., Report of the International Project on Global Environmental Change and Its Threat to Food and Water Security in Russia (February 2004).
- Greenough, Paul R., (1982). Prosperity and Misery in Modern Bengal. The Famine of 1943–1944. Oxford University Press.
- Harrison, G. Ainsworth.,Famine, Oxford University Press, 1988.
- LeBlanc, Steven. Constant battles: the myth of the peaceful, noble savage. ISBN 0-312-31089-7., St. Martin's Press (2003) argues that recurring famines have been the major cause of warfare since paleolithic times.
- Lassa, Jonatan (3. 7. 2006). „Famine, drought, malnutrition: Defining and fighting hunger”. The Jakarta Post. Архивирано из оригинала 16. 2. 2009. г.
- Li, Lillian M (2007). Fighting Famine in North China: State, Market, and Environmental Decline, 1690s–1990s. Stanford, CA: Stanford University Press. ISBN 978-0-8047-5304-3.
- Massing, Michael (2003). „Does Democracy Avert Famine?”. The New York Times. Приступљено 27. 9. 2010.
- Mead, Margaret. "The Changing Significance of Food." American Scientist. (March–April 1970). pp. 176–89.
- Ray, James Arthur; Sivertsen, Linda (2008). Harmonic Wealth: The Secret of Attracting the Life You Want. Hyperion. ISBN 978-1-4013-2264-9.
- Mishra, Vimal;  . (2019). „Drought and Famine in India, 1870–2016”. Geophysical Research Letters. 46 (4): 2075—2083. Bibcode:2019GeoRL..46.2075M. doi:10.1029/2018GL081477.
- Moon, William. "Origins of the Great North Korean Famine". North Korean Review
- Sen, Amartya (1982). Poverty and Famines: An Essay on Entitlement and Deprivation. OUP Oxford. ISBN 9780198284635.
- Shipton, Parker (1990). „African Famines and Food Security: Anthropological Perspectives”. Annual Review of Anthropology. 19: 353—94. doi:10.1146/annurev.an.19.100190.002033.
- Srivastava, H.C., The History of Indian Famines from 1858–1918, Sri Ram Mehra and Co., Agra, 1968.
- Sommerville, Keith. Why famine stalks Africa, BBC, 2001
- Webb, Patrick (2005). „Famine”.  Ур.: Griffiths, M. Encyclopaedia of International Relations and Global Politics. London: Routledge. стр. 270—72.,.
- Woo-Cumings, Meredith, „The Political Ecology of Famine: The North Korean Catastrophe and Its Lessons” (PDF). 22. 1. 2015. Архивирано из оригинала (PDF) 18. 03. 2006. г. Приступљено 06. 10. 2019. (807 KB), ADB Institute Research Paper 31, January 2002.